# AV (映画)
『AV』（原題：AV）は、2005年の香港映画。パン・ホーチョン監督。
日本では、2005年の第18回東京国際映画祭「アジアの風」部門で上映後、CSでの放送を除けば長らく未公開のままであったが、2011年、監督の最新作『ドリーム・ホーム』の劇場公開を記念した特集上映「パン・ホーチョン、お前は誰だ!?」において東京・大阪・名古屋などで上映された。
2011年9月開催の第16回長岡アジア映画祭でも上映予定となっている。

## 出演
- ウォン・ユーナン（黃又南） - ジェイソン
- ローレンス・チョウ（周俊偉）
- デレク・ツァン（曾國祥）
- チョイ・ティンヤウ（徐天佑）
- 天宮まなみ - 天宮まなみ（本人役）

## スタッフ
- 監督 - パン・ホーチョン
- 製作 - キャサリン・フン
- 脚本 - パン・ホーチョン、ウェンダース・リー
- 撮影 - チャーリー・ラム
- 編集 - ウェンダース・リー
- 音楽 - アラン・ウォン（黄艾倫）、ジャネット・ヨン
- 日本語字幕 - 最上麻衣子

## 受賞・ノミネート
- 第12回香港金紫荊奨（2005年）：十大中国語映画